# Atletika na Letních olympijských hrách 1912 – 10 000 metrů muži
Běh na 10 000 metrů byl atletický závod, který byl součástí V. Letních olympijských her 1912 ve Stockholmu. Společně s během na 5 000 metrů se tyto dvě disciplíny objevily na letní olympiádě vůbec poprvé a zároveň tím nahradily předešlý běh na 5 mil, který byl součástí Letních olympijských her 1908 v Londýně. Struktura závodu se skládala ze dvou částí; semifinále a finále. V každém semifinále běželi různí závodníci a z každého semifinále postupovalo prvních pět závodníků, kteří ve finále následně soupeřili o konečné umístění. Závodu se zúčastnilo 30 závodníků ze 13 různých zemí.

## Rekordy
Jelikož se jednalo o prvotní uvedení tohoto závodu na olympiádu, nemohl dosud existovat olympijský rekord. Závodníci se tedy mohli srovnávat pouze na základě světového rekordu, který v té době držel Francouz Jean Bouin.
| Světový rekord    | 30:58.8 | Jean Bouin       | Colombes (Francie) | 16. listopadu 1911 |
| Olympijský rekord | -       | dosud neexistuje | -                  | -                  |

První olympijský rekord vytvořil Hannes Kolehmainen, který zvítězil v prvním semifinále v čase 33:49. Jeho výkon následně překonal Len Richardson, který vyhrál druhé semifinále s časem 32:30,3. Tento posun však dovršil Kolehmainen, který ve finále čas snížil na 31:20,8.

## Výsledky
Všechna semifinále se uskutečnila v neděli 7. července 1912.

### Semifinále 1
| Poř. | Běžec                    | Čas        | Kval. |
| ---- | ------------------------ | ---------- | ----- |
| 1    | Hannes Kolehmainen (FIN) | 33:49,0 OR | Q     |
| 2    | Joe Keeper (CAN)         | 33:58,8    | Q     |
| 3    | Gaston Heuet (FRA)       | 34:50,0    | Q     |
| 4    | John Eke (SWE)           | 34:55,8    | Q     |
| 5    | Ernest Glover (GBR)      | 35:12,2    | Q     |
| 6    | Albert Öberg (SWE)       | 35:45,0    |       |
| —    | Harry Hellawell (USA)    | nedokončil |       |
| —    | William Kramer (USA)     | nedokončil |       |
| —    | George Lee (GBR)         | nedokončil |       |
| —    | Mikhail Nikolsky (RUS)   | nedokončil |       |
| —    | Vladimír Penc (BOH)      | nedokončil |       |
| —    | Charles Ruffell (GBR)    | nedokončil |       |

### Semifinále 2
| Poř. | Běžec                   | Čas        | Kval. |
| ---- | ----------------------- | ---------- | ----- |
| 1    | Len Richardson (RSA)    | 32:30,3 OR | Q     |
| 2    | Lewis Tewanima (USA)    | 32:31,4    | Q     |
| 3    | Mauritz Carlsson (SWE)  | 33:06,2    | Q     |
| 4    | Albin Stenroos (FIN)    | 33:28,4    | Q     |
| 5    | Alfonso Orlando (ITA)   | 33:44,6    | Q     |
| 6    | Alfonso Sánchez (CHI)   |            |       |
| 7    | Brynolf Larsson (SWE)   |            |       |
| —    | Bror Fock (SWE)         | nedokončil |       |
| —    | Frederick Hibbins (GBR) | nedokončil |       |
| —    | Thomas Humphreys (GBR)  | nedokončil |       |
| —    | Gregor Vietz (GER)      | nedokončil |       |

### Semifinále 3
| Poř. | Běžec                    | Čas        | Kval. |
| ---- | ------------------------ | ---------- | ----- |
| 1    | Hannes Kolehmainen (FIN) | 32:47,8    | Q     |
| 2    | William Scott (GBR)      | 32:55,2    | Q     |
| 3    | Louis Scott (USA)        | 34:14,2    | Q     |
| 4    | Martin Persson (SWE)     | 34:18,6    | Q     |
| 5    | Hugh Maguire (USA)       | 34:32,0    | Q     |
| —    | George Hill (ANZ)        | Nedokončil |       |
| —    | George Wallach (GBR)     | Nedokončil |       |

### Finále
Finále se uskutečnilo v pondělí 8. července 1912.
| Poř. | Běžec                    | Čas         |
| ---- | ------------------------ | ----------- |
| 1    | Hannes Kolehmainen (FIN) | 31:20,8 OR  |
| 2    | Lewis Tewanima (USA)     | 32:06,6     |
| 3    | Albin Stenroos (FIN)     | 32:21.8     |
| 4    | Joe Keeper (CAN)         | 32:36,2     |
| 5    | Alfonso Orlando (ITA)    | 33:31,2     |
| —    | Mauritz Carlsson (SWE)   | Nedokončil  |
| —    | Tatu Kolehmainen (FIN)   | Nedokončil  |
| —    | Hugh Maguire (USA)       | Nedokončil  |
| —    | Len Richardson (RSA)     | Nedokončil  |
| —    | Louis Scott (USA)        | Nedokončil  |
| —    | William Scott (GBR)      | Nedokončil  |
| —    | John Eke (SWE)           | Nestartoval |
| —    | Ernest Glover (GBR)      | Nestartoval |
| —    | Gaston Heuet (FRA)       | Nestartoval |
| —    | Martin Persson (SWE)     | Nestartoval |

## Zajímavosti
Vítěz závodu Hannes Kolehmainen musel v závodě soupeřit mimo jiné i se svým vlastním starším bratrem Tatu Kolehmainenem, který zvítězil ve třetím semifinále a to dokonce i v lepším čase než samotný Hannes. Tatu však závod nedokončil a jeho mladší bratr následně zvítězil v čase o dvě minuty rychlejším než ve vlastním semifinálovém kole. Tímto vítězství započala Hannesova slavná běžecká kariéra, která byla inspirací pro mnohé (finské) běžce, mezi které patřil například Paavo Nurmi. Hannes Kolehmainen byl prvním z takzvaných létajících Finů.